# Église Saint-Martin de Caen
Pour les articles homonymes, voir Église Saint-Martin.
L’église Saint-Martin de Caen est une ancienne église paroissiale catholique, aujourd'hui en ruine, située dans la ville de Caen. Les vestiges de l'église font l’objet d’une inscription au titre des monuments historiques depuis le 25 juin 1929.

## Histoire
Un village se développe du Ier au IIIe siècle sur les bords de l'Odon, au sud de la voie romaine reliant Augustodurum (Bayeux) à Noviomagus Lexoviorum (Lisieux). Au IIIe siècle, les habitants fuient le site originel sur les berges de la rivière (à l'emplacement de l'actuelle abbaye aux Hommes) et un nouveau village se développe plus au nord au début des coteaux menant à la plaine de Caen. Un lieu de culte dédié à Martin de Tours y est fondé au VIIe siècle. La proximité de l'ancienne voie romaine (actuelle rue Saint-Martin) permet d'avancer l'hypothèse que l'église ait été érigée à l'emplacement d'une première nécropole païenne.  Il n'existe toutefois aucune preuve archéologique venant étayer cette éventualité, les sépultures les plus anciennes qui ont été retrouvées datant du VIIe siècle. L'église pré-romane, dont les traces ont été mises au jour lors de fouilles menées dans les années 1960 par Michel de Boüard, est entourée d'un cimetière du Haut Moyen Âge d'une importance certaine (cent-cinquante à deux-cents sarcophages).
Au Xe siècle et surtout au XIe siècle, la ville de Caen se développe le long de la rive gauche de l'Odon. Entre la fin des années 1060 et le milieu des années 1070, le bourg ainsi constitué, qui correspond grosso modo au centre-ville actuel, est entouré d'une enceinte, plaçant la majeure partie de la paroisse Saint-Martin en position de faubourg, dit Bourg-l'Abbé,. À cette même époque, le patronage est transféré à l'abbaye aux Dames, après que Mathilde de Flandre l'a échangé avec le chapitre de la cathédrale de Bayeux. Les évêques de Bayeux continuent toutefois à percevoir la moitié de la dîme. Une partie de la paroisse Saint-Martin est en revanche détachée pour constituer, avec une partie de la paroisse Saint-Étienne, la paroisse Saint-Nicolas placée sous le patronage de l'abbaye aux Hommes. La paroisse faisait partie du doyenné de Caen, dans le diocèse de Bayeux. Traversée par la route menant à la Bretagne et au Bessin, la paroisse est active. Elle est surnommée Saint-Martin-de-la-Tannerie du fait de la présence des tanneurs sur les bords de l'Odon.
L’église romane est édifiée au début du XIIe siècle. Elle est reconstruite dans le style gothique au XVe siècle.
Le 1er mars 1780, le parlement de Rouen confirme un arrêt du bailliage de Caen ordonnant le transfert des cimetières urbains en dehors de la ville. En 1784-1785, le cimetière de la paroisse Saint-Martin est donc transféré vers le cimetière des Quatre-Nations.
L'ordonnance du 12 juillet 1791 qui réduit le nombre des paroisses caennaises de treize à sept incorpore la paroisse Saint-Martin à la paroisse Saint-Étienne. Désaffectée définitivement en 1793, elle est vendue à un particulier comme bien national en 1796. L’église est finalement détruite en 1798.
Le jeune  Bernardin de Saint-Pierre a été pensionnaire dans le presbytère.

## Architecture
Une partie de l'ancien cimetière a été exhumée dans les années 1850 lors des travaux d'élargissement de la rue de l'Académie. Un modillon roman et deux chapiteaux à godron sont également exhumés. Le terrain de l’église et du cimetière a été fouillé scientifiquement en 1964.
L’église était orientée nord-nord-ouest – sud-sud-est. À l'origine, elle ne possédait pas de collatéraux et les cloches étaient placées dans un clocher-mur. Une seconde nef, appelée dans les textes du XVIIIe siècle « la collatérale », fut adjointe par la suite à l'est.  De l'autre côté, un clocher-tour fut rajouté en 1736. Le chœur de l'église romane se terminait par une abside semi-circulaire. L’église du XVe siècle en revanche était constituée de deux nefs à chevet plat dont une partie reste encore aujourd’hui en élévation.

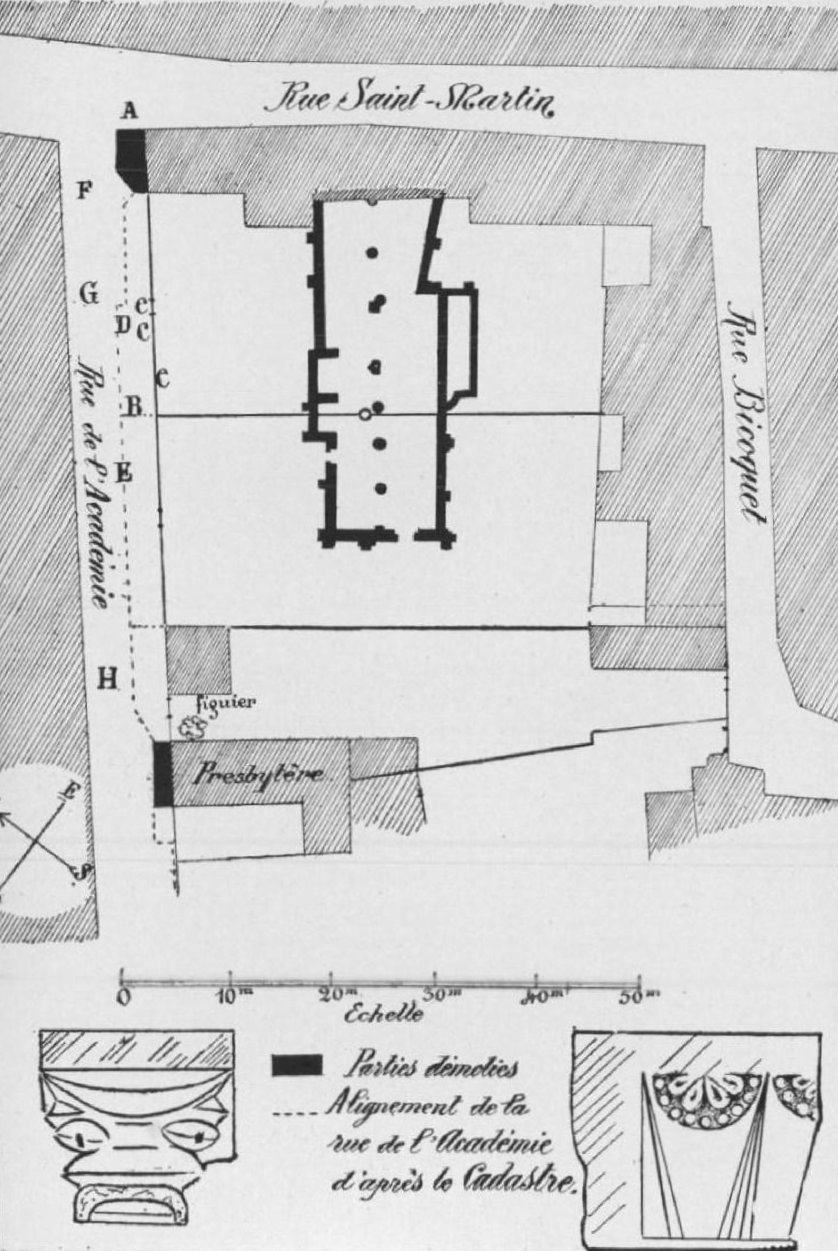
Plan de l’église et des fouilles des années 1850